# Mikromort
Mikromort (μmort) – jednostka ryzyka śmierci, definiowana jako jedna szansa śmierci na milion w związku z podejmowaniem danego rodzaju aktywności. Zaproponowana  w latach 70. XX wieku przez Ronalda Howarda ze Stanford University.
Przykłady:
- podanie znieczulenia ogólnego (Wlk. Brytania) – 10 mikromortów[3]
- jazda motocyklem (Wlk. Brytania) – 10 mikromortów na 90 km[3]
- śmierć z przyczyn zewnętrznych  (Wlk. Brytania) – 320 mikromortów na rok[3]
- jazda samochodem (4000 km) – 10 mikromortów[4]
- przebiegnięcie maratonu (mężczyźni) – 7,5 mikromorta[5]
- wspinaczka w Himalajach – 12.000 mikromortów[5]
- nurkowanie – 8 mikromortów[5]